# Cardiopteridaceae
Cardiopteridaceae – rodzina roślin okrytonasiennych z rzędu ostrokrzewowców (Aquifoliales). Obejmuje 5 rodzajów (dawniej tylko Cardiopteris) liczących w sumie 43 gatunki (w tym 21 z rodzaju Citronella). Występują na wszystkich kontynentach w strefie tropikalnej, głównie w Azji południowo-wschodniej. Należące tu rośliny to głównie drzewa, krzewy i pnącza o dość zróżnicowanych cechach budowy. Owocem u większości jest pestkowiec, często spłaszczony lub żebrowany.

## Systematyka
Pozycja systematyczna i podział według APweb (aktualizowany system APG IV z 2016)
|  | Cardiopteridaceae |
|  |                   |
|  | Stemonuraceae     |
|  |                   |

|  | Phyllonomaceae                                                                                  |
|  |                                                                                                 |
|  | \| \| Helwingiaceae – helwingiowate \| \| \| \| \| \| ostrokrzewowate Aquifoliaceae \| \| \| \| |
|  |                                                                                                 |
|  | Helwingiaceae – helwingiowate                                                                   |
|  |                                                                                                 |
|  | ostrokrzewowate Aquifoliaceae                                                                   |
|  |                                                                                                 |

|  | Helwingiaceae – helwingiowate |
|  |                               |
|  | ostrokrzewowate Aquifoliaceae |
|  |                               |

|  | Cardiopteridaceae |
|  |                   |
|  | Stemonuraceae     |
|  |                   |

|  | Phyllonomaceae                                                                                  |
|  |                                                                                                 |
|  | \| \| Helwingiaceae – helwingiowate \| \| \| \| \| \| ostrokrzewowate Aquifoliaceae \| \| \| \| |
|  |                                                                                                 |
|  | Helwingiaceae – helwingiowate                                                                   |
|  |                                                                                                 |
|  | ostrokrzewowate Aquifoliaceae                                                                   |
|  |                                                                                                 |

|  | Helwingiaceae – helwingiowate |
|  |                               |
|  | ostrokrzewowate Aquifoliaceae |
|  |                               |

Wykaz rodzajów
- Cardiopteris Wall. ex Royle
- Citronella D. Don
- Gonocaryum Miq.
- Leptaulus Bentham
- Pseudobotrys Moeser